# Min shaojiang
El shaojiang (en chino tradicional, 邵將; en chino simplificado, 邵将; pinyin, shàojiāng, de Shaowu-Jiangle) es una variedad del chino min centrada en Nanping occidental en el noroeste de Fujian, específicamente en los condados de Nanping de Guangze, Shaowu y Shunchang occidental y el condado de Jiangle en el norte de Sanming.
El min shao-jiang se desarrolló a partir del min bei y estuvo profundamente influenciado por las lenguas siníticas gan y hakka. La clasificación del Shao-Jiang está en disputa. Con frecuencia se clasifica como un dialecto del min bei, pero a veces se excluye directamente del min y se clasifica como chino gan. No obstante, no es mutuamente inteligible ni con otros dialectos min bei ni con los gan. En realidad, en lugar de una lengua, se trata de una colección de dialectos que tienen una inteligibilidad mutua limitada. Algunos académicos chinos los llaman dialectos Min-Gan (闽赣方言), dialectos de transición Min-Gan (闽赣过渡方言) o dialectos de transición Min-Hakka-Gan (闽客赣过渡方言).